# Glassdoor
Glassdoor — це американський вебсайт, де чинні та колишні співробітники анонімно переглядають та оцінюють компанії. Glassdoor також дозволяє користувачам анонімно переглядати зарплати, а також подавати заявку на роботу на платформі.
У 2018 році компанія була придбана японською фірмою Recruit Holdings, але продовжує працювати незалежно.
Штаб-квартира знаходиться в Мілл-Веллі, Каліфорнія, з офісами в Чикаго, Дубліні, Лондоні та Сан-Паулу.

## Заснування
Компанія була заснована у 2007 році Тімом Бессом, Робертом Хохманом (генеральний директор) та Річем Бартоном, який був головою компанії. Ідея з'явилась під час мозкового штурму між двома з них, коли Хохман переповів історію про випадково залишені результати опитування працівників на принтері під час роботи в Expedia. Після цього почали з'являтись гіпотези, що сталося б, якби результати були оприлюднені.
Обидві гіпотези припускали, що якби матеріал був розкритий публічно, він міг би слугувати всім, хто на порозі прийняття кар’єрних рішень. Штаб-квартира компанії була створена в Мілл-Веллі.

## Сайт
Glassdoor запустила свій сайт рейтингів у червні 2008 року, який «зберігав реальні відгуки і заробітну плату працівників великих компаній, а потім анонімно відображав їх для перегляду всім учасниками». Потім компанія усереднила заробітні плати, розмістивши середні показники разом з відгуками співробітників щодо керівництва та культури компаній, у яких вони працювали, включаючи деякі великі технологічні компанії, такі як Google та Yahoo. Сайт також дозволяє розміщувати офісні фотографії та інші факти, які стосуються компаній.
Пізніше сайт також почав фокусуватися на керівниках, робочих місцях та на те, чим взагалі є робота на посадах. Відгуки на працівників також були усереднені для кожної компанії. Оціювання засноване на відгуках, створених безпосередньо користувачами. Щороку Glassdoor визначає загальний рейтинг компанії, щоб визначити переможця нагороди Employees’ Choice Awards, також відомої як Best Places to Work. За словами представника Glassdoor Скотта Доброскі, кожний відгук про компанію йде від реального працівника «шляхом перевірки адрес електронної пошти та перевірок командою управління контентом». Компанія заявила, що відхиляє близько 20 % відгуків після перевірки. Правила розміщення оглядів відрізняються для компаній, залежно від масштабів колективу, щоб зберігати анонімність людей, залежно від близькості співпраці.
У 2010 році Glassdoor випустила платну програму під назвою «Розширені профілі роботодавців», («Enhanced Employer Profiles»), яка дозволяє роботодавцям розміщувати власний контент у профілях Glassdoor, такий як біографії, оголошення про оголошення, оголошення, посилання на соціальні медіа тощо. Компанія також дозволяє користувачам розміщувати потенційні запитання для співбесід, які можуть задавати у певних компаніях, додатково до іншої інформації, яка може бути використана для підготовки заявки на вакансію. Репутацію, яку компанія має у рейтингу Glassdoor була визнана, як корелятивна професором Case Western Reserve Universit, Кейсі Ньюмейром.
У 2014 році компанія найняла Адама Шпігеля своїм фінансовим директором з наміром підготуватися до можливого IPO. До 2015 року на сайті було 30 мільйонів користувачів із 190 країн та корпоративних клієнтів, включаючи третину всіх компаній зі списку Fortune 500. Цього ж року Glassdoor розпочали створення локалізованих вебсайтів та мобільних додатків для різних національних юрисдикцій, таких як Німеччина.
У вересні 2016 року компанія Glassdoor придбала бразильський додаток Love Mondays для розширення в Латинську Америку.
Оновлена статистика сайту компанії за перший квартал 2017 року показує 41 мільйон унікальних користувачів та 5800 клієнтів або партнерів -роботодавців. Статистика показала, що середній рейтинг компанії становить 3,3 за 5-бальною шкалою, де 1,0 дуже незадоволений; 72 % працівників оцінюють свою роботу/компанію «ОК», а середній рейтинг затвердження генерального директора становить 67 %.
У 2017 році Glassdoor оголосила на своєму вебсайті, що більше не буде розміщувати оголошення про вакансії, які виключають людей із судимостями.
У листопаді 2017 року Апеляційний суд США вимагав розкрити особи анонімних користувачів Glassdoor прокурорам, які розслідують можливі злочинні вчинки їхніх роботодавців. Слідчі прагнули поговорити з рецензентами, які могли бачити скоєні злочини.
У лютому 2019 року Glassdoor оголосила, що головний операційний директор Крістіан Сазерленд-Вонг буде підвищений до президента та головного операційного директора.
У травні 2020 року Glassdoor оголосила про скорочення 300 осіб. Скорочення склало 30 % робочої сили компанії та половину офісу в Чикаго. У своїй внутрішньому записі генеральний директор Крістіан Сазерленд-Вонг назвав причиною загального скорочення найму та підбору персоналу у багатьох галузях пандемію COVID-19.

## Звітність
Glassdoor створює звіти на основі анонімних даних, і в багатьох випадках менеджери генерують позитивні відгуки про свої організації за допомогою публікацій. Звіти були на такі теми, як баланс між робочим і особистим життям, коефіцієнт оплати праці генерального директора, списки найкращих офісних місць тощо. Дані від Glassdoor також використовувалися сторонніми джерелами для складання оцінок впливу зміну заробітної плати на зміни в корпоративному доході. Glassdoor також спрямовує висновки своїх досліджень інших компаній на покращення політики своєї компанії. У 2015 році Том Лейкін здійснив перше дослідження Glassdoor у Британії, зробивши висновок, що Glassdoor розцінюється користувачами як більш надійне джерело інформації, ніж профорієнтатори чи офіційні документи компанії.

## Фінансування
Перше фінансування компанія отримала у 2008 році, отримавши 3 мільйони доларів фінансування, перед тим як запустити свій вебсайт. У 2012 році Glassdoor отримала 20 мільйони доларів венчурного капіталу, загальний обсяг зовнішнього фінансування становив 42,2 млн. Наступного року компанія зібрала додаткові 50 мільйонів доларів. У 2015 році компанія залучила додаткові 70 мільйонів доларів в рамках інвестицій під керівництвом Google Capital, давши компанії оцінку лише в 1 мільярд доларів. Загальна сума інвестицій на цей момент склала 160 мільйонів доларів. У 2016 році Glassdoor зібрав додаткові 40 мільйонів доларів від інвесторів. У травні 2018 року Recruit Holdings оголосила про намір придбати Glassdoor за 1,2 млрд доларів готівкою, угоду про придбання було завершено в червні 2018 року.

## Нагороди
У квітні 2013 року Glassdoor отримала премію Red Herring North America Award за інновації в соціальних медіа.